# 竹中定矩
竹中 定矩（たけなか さだのり、元禄2年（1689年） - 宝暦5年2月6日（1755年3月18日））は、江戸幕府の旗本。官位は従五位下・周防守。初名は重教。通称は寅吉、主水。鷹司松平家の祖である松平信平の二男。竹中重富の娘を妻とし、婿養子となった。妻の妹は谷衛尚に嫁いだ。子に定弘、天野正興室、小笠原長民室、大澤定良室（離婚後、浄岸院に仕えた）、定胤、伊勢貞敦（伊勢貞丈の養子）、山岡景満（山岡景明の養子）、本多信充室がいる。なお、定矩の竹中家は豊臣秀吉の家臣として知られる竹中半兵衛重治の分家筋にあたる。

## 生涯
宝永5年（1708年）徳川綱吉に初めて拝謁、享保4年（1719年）家督を継ぎ、寄合に列する。享保7年（1722年）火事場見廻役、享保8年（1723年）6月使番、同年12月布衣の着用を許される。享保9年（1724年）柳沢吉里が甲斐国甲府から大和国郡山へ転封した際、甲府城の城請取役を勤めた。享保12年（1727年）6月日光奉行、同年8月従五位下・周防守に叙任。享保20年（1735年）小普請組支配に移る。元文5年（1740年）10月29日、永井尚方が同氏配下の島田常政の知行地での農民訴に関して行った差配が片手落ちでよくないと、幕府よりお咎めを受け40日間出仕おとどを受けた件で、同職にあった定矩らもお咎めを受け、40日間の拝謁のおとどめとなった。また寛延2年（1749年）6月13日、家人等が不法な証文で借金したため、お咎めを受け出仕をとどめられたが、同年8月14日に許された。宝暦5年（1755年）死去。享年67。西久保八幡町（現在の東京都港区虎ノ門五丁目）の大養寺に葬られた。